# Ross Geller
Dr. Ross Geller (1967. október 18.) a Jóbarátok című amerikai szituációs komédia kitalált szereplője. Alakítója David Schwimmer.

## Története
Monica Geller bátyja, Chandler Bing sógora. Két gyermek, Ben Geller és Emma Geller-Green édesapja. Családja félig keresztény, félig zsidó gyökerű, Ross Bent is félig zsidónak mondja és igyekszik neki a 7. évad 10. részében (TOW the Holiday Armadillo) a karácsony helyett a hanuka ünnepét bemutatni. Paleontológusként dolgozik a múzeumban, majd később paleontológiát tanít az egyetemen. Első gyereke Ben, Carrol Willicktől, exfeleségétől született, kitől elvált miután kiderült, hogy leszbikus és megcsalta Rosst Susannal. Időrendileg először 20 évvel korábban találkozhatunk vele, már akkor szerelmes volt Rachelbe. Aztán két "hálaadási visszaemlékezésben" láthatjuk újra, majd egy osztálytalálkozón tekinthetünk be főiskolai éveire. Az első évad folyamán őrülten szerelmes lesz újra egykori iskolatársnőjébe Rachel Green-be, húgának barátnőjébe, mikor az feltűnik a Central Perk nevű kávéházban, a Jóbarátok egyik fő színhelyén. Chandler véletlenül elmondja Rachelnek, hogy Ross szerelmes belé, mikor ő Kínában végez ásatást. Erre a lánynak is fellángolnak érzelmei, de mikor Ross egy Julie nevű kollégájával tér vissza, ő is titokban tartja azokat. Végül Ross Rachelt választja, de az megorrol rá, a választást segítő "rossz tulajdonságok" listájának elkészítése után. Hosszas huzavona után a 2. évad 14. részében, A családi videóban összejönnek. Első randijuk egy résszel később, a Ross és Rachel… tudjátok című részben következik be. A harmadik évadban Ross és Rachel szakítanak, mivel Ross megcsalja Rachelt (a "xeroxos csajjal"), egy félreértés és némi alkohol nyomán. Hosszas könyörgése ellenére sem akar a lány megbocsátani neki, ezért a baráti társaság léte is veszélybe kerül. Sokáig nem tudják elviselni, hogy a másikuk továbblép, és randizik, ezért a sorozat egyik fő vonulata innentől, miképp teszik tönkre egymás randijait.

## Érdekességek
- A Columbus Állami Egyetem paleontológiai tanszékén dolgozik egy bizonyos Dr. David R Schwimmer.
- Ross karaktere az egyetlen, amelyik nem volt teljes a színészek válogatásakor, ezt később, David Schwimmer-rel együtt állították össze.
- A második évadban Rachel Green randizik egy bizonyos Russ-szal, akit a stáblista szerint Snaro játszik. Ténylegesen David Schwimmer alakítja Russ-t is, Snaro egy tisztelgés egyik barátja előtt.
- A „Bátor, a gyáva kutya” két főszereplője, Muriel és Eustace, Chandlerről és Rossról kapta a nevét.
- A sorozatban kétszer is előfordul, hogy születésnapjaként nem október 18-át említik, például annál a résznél, amikor Gunther a "szülinapokat írja össze", holott csak Rachel születésének napját igyekezett megtudni. Ross megszólal, hogy "az enyém március...", ám ekkor Gunther félbeszakítja és elmegy.